# Freiheit (Roman)
Freiheit (englisch Freedom) ist der vierte Roman des US-amerikanischen Schriftstellers Jonathan Franzen. Das in der deutschen Übersetzung von Bettina Abarbanell und Eike Schönfeld über 700 Seiten umfassende Werk erschien im August 2010, neun Jahre nach Die Korrekturen, mit denen der Autor international Aufmerksamkeit erregt und unter anderem den National Book Award gewonnen hatte.

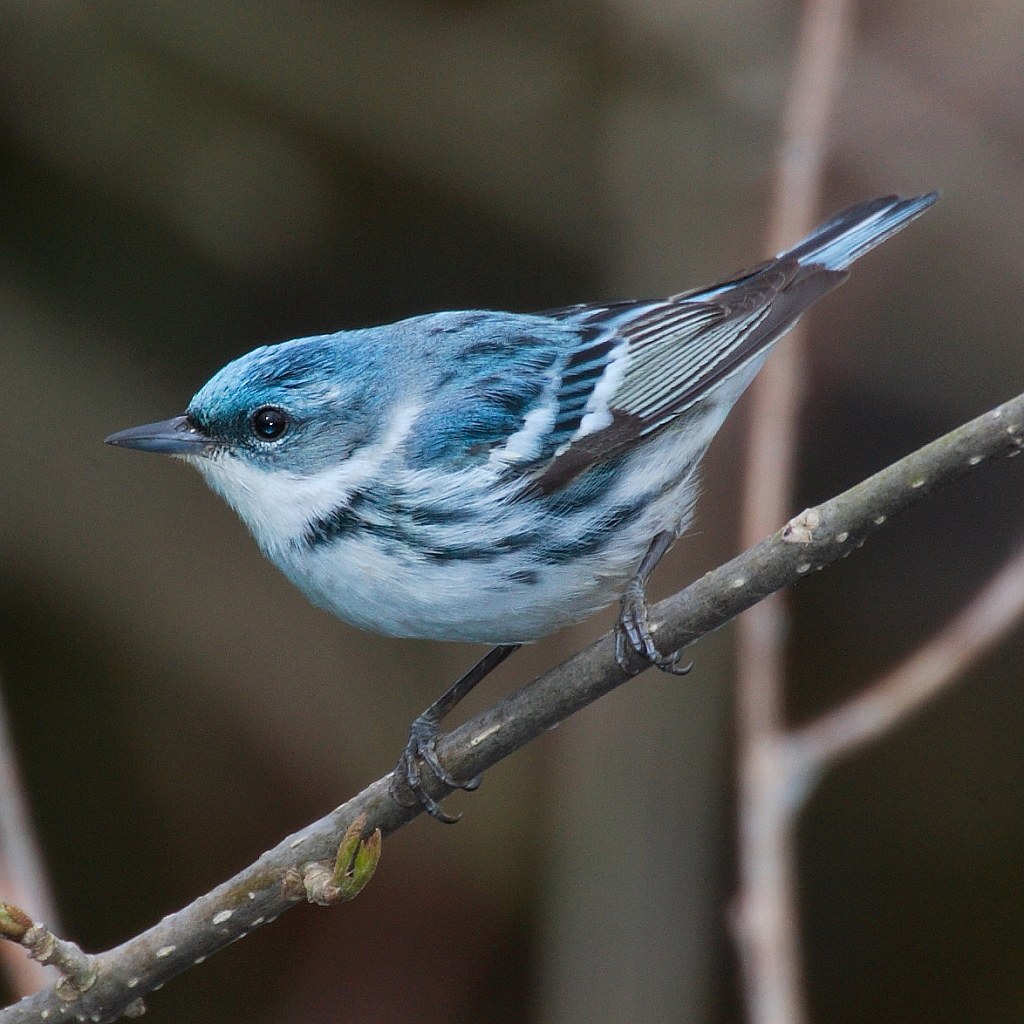
Der Blauwaldsänger: Walters Lieblingsvogel

## Inhalt
Franzens Freiheit ist eine Drei-Generationen-Familiengeschichte, die bis in die späten 1970er Jahre zurückreicht und als politischen Hintergrund die Zeit von Ronald Reagan bis zur Wahl Barack Obamas abdeckt.
Im Mittelpunkt der Handlung steht die Dreiecksbeziehung des liberalen Ehepaars Berglund zu dem Musiker Richard Katz sowie das während der Sozialisation spannungsreiche Verhältnis einerseits zu Walters und Pattys Eltern und andererseits, in einem Wiederholungszyklus, zu ihren eigenen Kindern, wobei jede Generation ihre spezifischen, teilweise durch gesellschaftspolitische Trends bedingten Probleme mit in die Handlung einbringt. Abgesehen vom ersten Kapitel werden die Aktionen und Reflexionen, zwischen Realismus und Satire oszillierend, im Wesentlichen in Personaler Erzählform abwechselnd aus den Blickwinkeln Pattys, Walters, Richards und Joeys präsentiert.

### Gute Nachbarn
Die Hauptfiguren des Romans, Patty und Walter Berglund, ziehen nach St. Paul, wo sie als Vorboten der Gentrifizierung eine viktorianische Villa eigenhändig renovieren. Diese Phase der Familiengründung, die Spiele ihrer Kinder Joey und Jessica mit denen der Nachbarn sowie die Kontakte und Konflikte mit den Anwohnern der Straße werden aus der Sicht der Nachbarn geschildert. Sie beobachten interessiert, wie Joey von der ahnungslosen Patty vergöttert, bereits als Zwölfjähriger ein Verhältnis zur ein Jahr älteren Connie Monaghan beginnt und schließlich während seiner Highschool-Zeit das Elternhaus verlässt, um sich bei der republikanischen Familie der Freundin einzuquartieren. Die Protagonistin fühlt sich dadurch tief verletzt, ihres Lebensschwerpunkts als Mutter beraubt, ohne allerdings eine berufliche Perspektive zur Ausfüllung ihrer Leerstellen zu entwickeln. Sie verändert sich von der hilfsbereiten zur nörglerischen, mit sich und der Umwelt unzufrieden wirkenden Nachbarin und Ehefrau und weicht im Sommer oft auf das Feriengrundstück am See aus. Wenige Jahre darauf ziehen Patty und Walter, deren Kinder inzwischen studieren, nach Washington um, da Walter einen Job bei einer Umweltschutz-Stiftung angenommen hat.

### Es wurden Fehler gemacht
Der zweite Teil des Buchs besteht aus der von Patty Berglund in der 3. Person verfassten Autobiografie, "geschrieben auf Anraten ihres Therapeuten". Die Autobiographie gliedert sich in vier Kapitel; das vierte Unterkapitel steht in der Gesamterzählung erst an vorletzter Stelle.
Kapitel 1: Umgänglich
In ihrer Jugend lebt sie mit ihren Eltern und drei jüngeren Geschwistern Edgar, Abigail und Veronica im Western County, (New York). Vater Ray Emerson arbeitet als vermögender Rechtsanwalt auch kostenlos für arme Klienten, Mutter Joyce ist in der Partei der Demokraten engagiert. In ihrer an Kunst und Politik interessierten liberalen Mittelschicht Familie kommt sich die Basketball-Tochter fremd vor; diese Distanz verstärkt sich, als die Eltern die Vergewaltigung der siebzehnjährigen betrunkenen Patty auf einer Party durch den Sohn einer befreundeten Familie vertuschen.
Kapitel 2: Beste Freundinnen
Auf dem College an der, nach Meinung ihrer Mutter, mittelmäßigen staatlichen Universität von Minnesota konzentriert sich ihr Leben, wie bereits zuvor, auf ihren Lieblingssport und das Zusammenleben mit den Mannschaftskameradinnen, bis sie sich mit der drogenabhängigen Eliza befreundet und durch diese den wegen seiner häufigen kurzen Affären verrufenen Punkrocker Richard Katz und seinen sanften, abstinenten, intellektuellen Freund Walter Berglund kennenlernt. Der verliebt sich in sie, lädt sie ins Kino bzw. Theater ein und führt mit ihr gerne auf Umweltschutz und Naturerhaltung fixierte und andere gesellschaftsrelevante Gespräche.
Kapitel 3: Freie Märkte fördern die Konkurrenz
Mit ihren schwankenden Gefühlen für beide beginnt Pattys dreißig Jahre andauernde Persönlichkeitsspaltung zwischen Vernunft und sexuellen Phantasien. Unter dem Vorwand, sie suche eine Mitfahrgelegenheit zur silbernen Hochzeitsfeier ihrer Eltern, reist sie mit dem Musiker in dessen Bus zu einem Konzert nach Chicago. Nachdem dieser jedoch ihre Annäherungsversuche aus Rücksicht auf seinen Freund ignoriert, kehrt sie sogleich zu Walter zurück, beginnt mit ihm eine Beziehung und heiratet ihn ein Jahr später nach ihrem Examen. Auf eine große Hochzeitsfeier verzichtet sie, um nicht Richard und ihre Familie einladen zu müssen. Zu den Emersons, die ihre Heirat eher als gesellschaftlichen Abstieg ansehen, pflegt sie keinen Kontakt mehr und verhindert Großeltern-Enkel-Besuche. Walter kündigt seine Tätigkeit bei der Nature Conservancy und nimmt eine gut bezahlte Anstellung bei 3M an, um mit seiner Frau ein altes Haus in St. Paul zu kaufen und zu renovieren. Dort versorgt Patty als Hausfrau ihre beiden Kinder Jessica und Joey. Wenn Richard auf Tourneen durch Minnesota kommt, besucht er allein oder mit seiner Freundin, der Sängerin Molly Tremain, die Berglunds. In einer schöpferischen und finanziellen Krise nach seiner Trennung von Molly lädt Walter den Freund zur Regeneration in das inzwischen nach dem Tod seiner Mutter Dorothy geerbte Ferienhauses am See ein, wo ihn die nach dem Verlust Joeys an das Nachbarsmädchen vereinsamte und in der Ehe unzufriedene Patty zu einer Zwei-Tage-Affäre verführt. Sie will jedoch ihre Familie nicht verlassen und gerät wegen ihrer nicht lösbaren Spannungen in eine Depression. Bald darauf zieht sie mit ihrem Mann nach Washington, wo dieser eine neue Aufgabe im Umweltschutz gefunden hat.

### 2004
Der Roman springt ins Jahr 2004 nach New York zur Geschichte von Richard, der inzwischen mit Country-Musik berühmt geworden ist. Da aber das Öffentlichkeitsinteresse, das der Erfolg mit sich bringt, nicht seinem Selbstverständnis als nonkonformistischem Künstler entspricht, entschließt er sich, wieder als Handwerker zu jobben und Dachterrassen zu bauen (Kapitel Gipfelabbau und Es reicht). Walter arbeitet inzwischen als Geschäftsführer der Waldsänger-Stiftung und hat mit Kohleunternehmen in einer, wie er meint, totalen Win-Win-Situation einen Vertrag geschlossen, dass diese nach dem landschaftszerstörenden Abbau (Kapitel Gipfelabbau) das Gebiet Wyoming County (West Virginia) renaturiert zum Naturschutzgebiet erklärt. Gemeinsam mit seiner 27-jährigen Sekretärin bengalesischer Abstammung, Lalitha, hat er mit den Landbesitzern verhandelt und sie zum Verkauf ihrer Grundstücke überredet und so den Deal vorbereitet. Auf einer Kontrollfahrt (Kapitel Die Wut des netten Mannes) ins Bergbaugebiet nach Abschluss der Umsiedlung gestehen sie sich ihre Liebe zueinander.
Für sein zweites Projekt gegen Überbevölkerung versucht Walter von Richards Popularität zu profitieren und ihn dafür zu gewinnen, Nachwuchsmusiker anzuwerben für eine Werbekampagne durch das Land. Dieser bemerkt bei ihrem Gespräch, dass die junge Assistentin in ihren Chef verliebt ist und will die disharmonische Ehesituation des naiven und über die Eskapaden seiner Frau unaufgeklärten Freundes, freilich nicht ganz uneigennützig, offenlegen, gerade in einer Situation, in der sich Patty, sie hat inzwischen eine Teilzeitbeschäftigung an der Rezeption eines Fitnesscenters, auf einer weiteren Stufe ihrer emotionalen Verwirrung wieder stärker für ihren Mann interessiert. Sie ist einerseits enttäuscht darüber, dass der Geliebte die Gelegenheitsaffäre hinter dem Rücken ihres Mannes nicht fortsetzen wollte, und verspürt andererseits eine große Eifersucht auf Lalitha, wodurch ihr die Attraktivität Walters auf mit ihm seelenverwandte Personen bewusst wird.
Richard gibt Pattys Bekenntnisse ohne deren Wissen an Walter weiter, der so von den Gefühlen seiner Frau für seinen Freund erfährt (Kapitel Der Teufel von Washington). Er ist tief verletzt, akzeptiert nicht ihre Erklärung, sie habe in einer Phase der Depression ihre damals empfundene Situation nur als Therapie aufgeschrieben und sich inzwischen geändert, will sie nicht mehr sehen und setzt sie vor die Tür. Er beginnt eine Beziehung mit Lalitha und verfolgt mit ihr weiter seine Umweltprojekte. Seine Rede zur Einweihung einer am Irakkrieg verdienenden Schutzwestenfabrik, in der die umgesiedelten Bauern neue Arbeitsplätze gefunden haben, nutzt er zur Wiederherstellung seiner moralischen Reputation. Er rechnet mit den Konzernen ab, als deren Handlanger er sich fühlt, und stellt die geschäftlichen Motive und die Verbindung zur Rüstungsindustrie öffentlich dar, worauf er von den Arbeitern verprügelt und als Geschäftsführer der Stiftung entlassen wird. Doch durch die Fernsehübertragungen findet er viele neue Anhänger, Sponsoren, u. a. seinen Sohn Joey, und Musikgruppen, die bei den Aktionen gegen die Überbevölkerung teilnehmen wollen. Walter reist mit seiner Freundin im Campingbus von einem Veranstaltungsort zum anderen. Vor dem Abschlusskonzert in Wyoming County, wo sie sich um ein Reservat bemühten, kommt Lalitha bei einem Autounfall ums Leben.

### Es wurden Fehler gemacht (Schluss)
Kapitel 4: Sechs Jahre
In einer Art Brief an ihren Leser setzt Patty ihre Biographie nach sechs Jahren Schweigen fort und erzählt von ihrem einige Monate dauernden Zusammenleben mit Richard in New Jersey nach der Trennung von Walter. Teils aus Rache, teils aus Eifersucht auf Lalitha, ohne große Illusionen zieht sie in seine Wohnung, erfährt dort vom Schicksal ihres Mannes, seiner Befreiungsrede und dem Unfall seiner Assistentin und trennt sich schließlich vom Musiker wegen ständiger Streitigkeiten über dessen Liebschaften. Seitdem arbeitet die inzwischen 52-Jährige als Basketball-Lehrerin an einer Privatschule in Brooklyn und nimmt wieder Verbindung zur Emerson-Familie auf, als ihr Vater im Sterben liegt.

### Der Canterbridge-See
Walter zieht sich in das Wochenendhaus nach Minnesota zurück. Seine Streifzüge als Gebietsverwalter für die Nature-Conservancy ermöglichen ihm ein, wie er es ausdrückt, gnädiges Vergessen der unglücklichen Ereignisse. Bei den Nachbarn macht er sich unbeliebt, als er die Vögel vor deren streunenden Katzen bewahren will. Nach Jessicas vergeblichen telefonischen Versuchen, ihren Vater zu einem Kontakt zur Mutter zu bewegen, fährt Patty zu seinem Haus, und Walter überwindet schließlich seine Verbitterung, beendet die sechsjährige Trennung und geht mit ihr nach New York, wo sie ihren Arbeitsplatz hat und ihre Familie und Richard wohnen. Das Wochenendgrundstück wird zu einem durch einen hohen Zaun vor Katzen gesicherten Vogelschutzgebiet, eine Gedenktafel erinnert an Lalitha.

### Joey
In einer in die Hauptgeschichte eingegliederten, aus zwei Kapiteln (Frauenland und Schlechte Nachrichten) bestehenden Parallelhandlung wird aus der Perspektive Joeys, der inzwischen an der Universität von Virginia in Charlottesville studiert, die wechselhafte Beziehung zu seiner noch bei ihrer Mutter in St. Paul wohnenden und als Kellnerin arbeitenden Freundin Connie erzählt (Kapitel: Frauenland): Es ist anfangs eine einseitige Bindung. Während sie auf ihn warten will und bereit ist, seine widersprüchlichen Wünsche zu akzeptieren, versucht er sich von ihr zu lösen, kümmert sich lange Zeiträume nicht um sie, dass Connie zeitweise depressiv wird, Drogen nimmt und aus Einsamkeit eine Affäre mit ihrem verheirateten Chef eingeht. Dafür bestraft sie sich, nachdem sie Joey gebeichtet hat und obwohl dieser ihr ebenfalls Seitensprünge auf Partys gesteht, für jedes Treffen mit einem Messerschnitt in den Arm in Richtung Pulsadern. Dann holt Joey sie wieder an Wochenenden zu sich ins Internat, wenn sein Zimmergenosse Jonathan seine Eltern besucht. Bei einem Ferienaufenthalt in der Wohnung seiner Tante Abigail in Manhattan, die er während deren Abwesenheit hütet, heiraten sie spontan und Connie überlässt ihm vertrauensvoll ihr, für das Studium vorgesehenes, Vermögen, damit er einen Bankkredit zur Abwicklung seiner riskanten Geschäfte erhält, die einen hohen Profit versprechen.
Gleichzeitig plant Joey seine Karriere und verbringt einige Feiertage in der wohlhabenden Familie des jüdischen Freundes in McLean (Virginia), wo er, der mit den Republikanern sympathisiert, Kontakte zu schließen hofft und dessen Schwester Jenna bei einem Ausflug nach New York kennen lernt. Diese lädt ihn überraschend anstelle ihrer erkrankten Mutter zu bereits gebuchten Reiterferien nach Argentinien ein (Kapitel Schlechte Nachrichten). Die launische, wohlstandsverwöhnte junge Frau gönnt ihm offenbar nicht seine Freundin und treibt, schwer durchschaubar, ob sie sich vom reichen Nick wirklich getrennt hat, mit dem Ersatzbegleiter ihr egoistisches Spiel, in dem er seine Lückenbüßer-Rolle jedoch schnell entdeckt. Joey bricht die Reise ab und fliegt nach Paraguay, um billig Ersatzteile für alte polnische Pladsky-Armeefahrzeuge zu kaufen, die von seinem Auftraggeber Kenny Bartles mit Gewinn an die US-Armee für den Irak-Einsatz veräußert werden, obwohl sie verrostet sind. Nun hat er, als er den Schrott sieht, doch moralische Skrupel, ist jedoch vertraglich gebunden und wickelt die zweifelhafte Aktion ab, um seiner Frau, mit der er nach der Reparatur ihrer Beziehung zusammenleben will und die jetzt ebenfalls studiert, das Geld zurückgeben zu können. Sein auch über die bisher geheim gehaltene Vermählung ins Vertrauen gezogener Vater akzeptiert die privaten und beruflichen Entscheidungen des Sohnes und rät ihm, seinen Gewinn gemeinnützig zu verwenden, und so unterstützt Joey beispielsweise Lalithas Anti-Familien-Kampagne.

## Rezeption
Bereits vor seinem Erscheinen fand das Buch in den USA ein großes Medieninteresse. Z. B. feierte das Magazin Time den Autor als „Great American Novelist“ und fasste zusammen: „In seinem neuen Roman Freiheit zeigt Jonathan Franzen uns, wie wir heute leben. The way we live now.“ US-Präsident Barack Obama erhielt einen Vorabdruck und bekannte sich als Franzens Fan. Obwohl mancher Kritiker seine Erwartungen enttäuscht sah, wurde der Roman weitgehend positiv besprochen und unter anderem von der New York Times zu den bedeutsamsten Büchern des Jahres gezählt.
Die deutsche Literaturkritik würdigt Freiheit im Wesentlichen als „großen Familienroman“ und vergleicht ihn mit seinem 2001 erschienenen Welterfolg. „Freiheit“ [sei] die Fortführung der „Korrekturen“ mit souveräneren Mitteln. Jonathan Franzen „schreib[e] lässiger, leichter, weniger offensichtlich auf Wirkung bedacht“ und „versuch[e] gar nicht erst, die Bruchstücke unserer disparaten Gesellschaft wieder zusammenzuzwingen“.
Mehrere Rezensenten verweisen auf einen 2002 publizierten Essay des Autors, in dem er seine Literaturauffassung präsentiert. Er unterscheidet darin zwischen Status-Romanen mit hohem Kunstwerkanspruch, aber geringer Öffentlichkeitswirkung, und seinen Kontrakt-Romanen, mit denen er das Publikum von den sozialpsychologischen Fernseh-Familiensagas zurückgewinnen oder neu rekrutieren will. Franzen erhebt den Anspruch, die alte gesellschaftliche Funktion der Literatur des 19. Jhs. wiederzubeleben, die großen Abläufe in der Welt aufzudecken, „Verständnis [zu] schaffen für die eigenen existentiellen Unsicherheiten.“ Das Feuilleton erkennt im Allgemeinen dieses Konzept an, am Beispiel einer Mittelklasse-Familie ein fiktives Bild der amerikanischen Gesellschaft der letzten dreißig Jahre und damit „ein gültiges Porträt unserer Zeit“. zu zeichnen, mit dem „verlorenen Jahrzehnt“ als Schwerpunkt, als „das liberale Amerika in eine tiefe Krise geriet“: „Bush-Amerika und neokonservative Doktrin, Reurbanisierung, fundamentale ökologische Wende, Rückkehr der Religion, Postfeminismus und Erziehungskrise“. Seine Romane, hofft man, würden auch späteren Lesern „die westliche Welt vor und nach dem Jahrtausendwechsel in einer Nussschale zeigen, komprimiert als Empfindung.“
Übereinstimmend wird konstatiert, „[s]eine Qualität verdank[e] Freiheit den Figuren, ihren Charakteren und verwickelten Psychen, die uns nah genug kommen, dass wir ihre fürchterlichen Schwierigkeiten mit dem Leben sofort nachfühlen können“, aber „[d]er Leser denk[e] nie, dies könnten die eigenen Probleme sein, obwohl sie es sicher [seien]“. So entstände bei aller Einfühlung eine Distanz, die Reflexionen ermögliche. „Franzen [wolle] Literatur schreiben, die dem Leser keine Mühe macht, und ihn doch in ihrer Mühelosigkeit viel stärker, weil schleichend verunsichert.“
In diesem Zusammenhang thematisieren die Kritiker ein vom autobiographischen Ansatz ausgehendes und mit Lalithas Tod endendes Gedankenexperiment einer Wahlfreiheit zwischen Familie und der Ablehnung dieses Modells, um der Verstrickung zu entkommen, den eigenen Kindern die erlebten Frustrationen der Sozialisation ersparen zu wollen, aber damit zugleich auf sie die eigenen Träume zu projizieren und so einen anderen Zwangsapparat zu installieren.
In Weiterführung dieses Gedankens wird allerdings die Handlungsführung, und vor allem der Schluss, unterschiedlich bewertet. Einerseits lobt man in Fokussierung der personalen Beziehungen Freiheit als „ein hochmoralisches, doch niemals moralisierendes Buch über die Macht der Gewohnheit und die Angst vor Veränderung, und zugleich eine Meditation über die erstaunliche Anpassungsfähigkeit in Beziehungen, Nachbarschaften, Gesellschaften“ […] Manchem, der an seiner Beziehung zweifel[e], [könne der Roman] vor Augen führen, dass in der Dauer zwar die größere Anstrengung, letztendlich aber auch das tiefere Glück lieg[e] als in der Abwechslung. Nicht nur in Beziehungen erweis[e] sich der ständige Optimierungswahn als Fluch. Nach dieser positiven Bewertung der Entwicklungslinien des Romans ist es „ein großes Trost- und Hoffnungsbuch des zerzausten, erschöpften, an sich selbst irre gewordenen amerikanischen Liberalismus“. Denn „das Private [sei] bei Franzen, dem überzeugten Umweltschützer und Demokraten, immer politisch.“ Diese Einschätzung passt zu einer Aussage des Autors „Vielleicht […] ist es sinnvoll, ein bisschen Freiheit einzutauschen gegen Überzeugungen und danach zu handeln.“
Einige Rezensenten bemängeln allerdings gerade diese „Rettung der weiße[n], liberale[n] Mittelstandsfamilie“, ebenso die dafür erforderliche Herausnahme Lalithas, der Repräsentantin des Anti-Familien-Prinzips, aus dem fiktionalen Spiel durch den Autor – als Entschädigung wird das katzengeschützte Vogelreservat nach ihr benannt. Damit korreliere die wundersame Läuterung der moralisch Verirrten Patty, Walter und Joey mit der Steigerung zu einer Familie-mit-Freund-Apotheose am Ende. „Was Jonathan Franzen hier biet[e], [sei] ein erstaunliches Genesungsprojekt der amerikanischen Gesellschaft, das mit einem Bein im Kitschverdacht steh[e]“. Im „Balanceakt zwischen Ambition und Affirmation Unterhaltung“ habe Freiheit „Anteile von beidem“. Der Roman verfolge als Leitlinie „das Ritual, das sich apology [Entschuldigung] nenn[e] und in der amerikanischen Lebensmythologie einigen Rang genieß[e]“, ein „therapeutische[s] Paradigma“, nach dem auf die „Abbitte“ die „Buße“ folgt. In diesem Sinne sei Franzens Werk das „literarische Fegefeuer der Bush-Ära“, die „Botschaft [laufe] auf den Idealismus nationaler Bekehrung und Selbstreinigung“ hinaus.

## Ausgaben
- Jonathan Franzen: Freiheit. Aus dem Amerikanischen von Bettina Abarbanell und Eike Schönfeld. Rowohlt, 2010. ISBN 349802129X
  - Amerikanische Ausgabe: Freedom: A Novel. Farrar, Straus and Giroux, 2010. ISBN 0374158460

## Auszeichnungen
- kulturnews Award 2010 für Bestes Buch des Jahres